# Gumbelova porazdelitev 1. tipa
Gumbelova porazdelitev 1. tipa je družina zveznih verjetnostnih porazdelitev, ki je določena z dvema parametroma. Uporablja se v glavnem pri analizi ekstremnih vrednosti in analizi preživetja.
Imenuje se po nemškem matematiku Emilu Juliusu Gumbelu (1891 – 1966).

## Lastnosti

### Funkcija gostote verjetnosti
Funkcija gostote verjetnosti za porazdelitev je 
{\displaystyle f(x|a,b)=abe^{-(be^{-ax}+ax)}\,}